# Karin Berger (Dokumentarfilmerin)
Karin Berger (geb. 1953 in Gmünd) ist eine österreichische Dokumentarfilmerin, Wissenschaftlerin und Autorin. Sie widmet sich in ihren wissenschaftlichen und künstlerischen Arbeiten insbesondere „dem biographischen Erinnern von Frauen“.

## Leben und Schaffen

### Kindheit, Jugend und Studium
Karin Berger wurde in Gmünd geboren und wuchs in Hoheneich im Waldviertel auf. Als 14-Jährige kam sie nach Wien, wo sie das Internat der Höheren Bundeslehranstalt für Wirtschaftliche Frauenberufe und im Anschluss, von 1972 bis 1974, die Pädagogische Akademie besuchte. Es folgte ein längerer Auslandsaufenthalt in den USA. Zurück in Österreich studierte Berger Ethnologie und Politikwissenschaft an der Universität Wien und war von 1975 bis 1978 als Lehrerin an einer Allgemeinen Sonderschule tätig. 1978 folgte ein Studienaufenthalt am Amazonas in Belém (Pará), Brasilien. 1979/1980 arbeitete Berger als Sekretärin bei der Sozialistischen Jugend Österreichs und später als leitende Redakteurin der Verbandszeitung Trotzdem. Ab 1980 widmete sie sich vor allem der freien Projektarbeit und war journalistisch schwerpunktmäßig in den Bereichen Entwicklungs- und Frauenpolitik und Dokumentarfilm tätig. Erste filmische Arbeiten entstanden im Format Super 8.

### Forschung und Lehre
Von 1981 bis 1985 setzte Berger, gemeinsam mit Elisabeth Holzinger, Lotte Podgornik und Lisbeth N. Trallori, ein umfangreiches Interviewprojekt zum Widerstand österreichischer Frauen im Nationalsozialismus um. Daraus entstanden der Dokumentarfilm Küchengespräche mit Rebellinnen (1984), Bergers Dissertation „Frauliches Wesen“ und Rüstungsindustrie (1984) über die soziale Stellung und Integration der Frauen in die Rüstungsindustrie im Nationalsozialismus in Österreich sowie das Buch Der Himmel ist blau. Kann sein (1985). Von 1985 bis 1987 arbeitete Berger mit denselben Kolleginnen an einem weiteren Interviewprojekt zum Widerstand österreichischer Frauen in den Konzentrationslagern des NS-Regimes, woraus das Buch Ich geb Dir einen Mantel, dass du ihn noch in Freiheit tragen kannst (1987) hervorging. Von 1988 bis 1990 setzte Berger das Forschungsprojekt „Arbeitslosigkeit in Österreich“ mit dem Schwerpunkt „Ideologie, Praxis und Politik des ‚Arbeitseinsatzes‘ im Nationalsozialismus“ im Auftrag des Fonds zur Förderung von Wissenschaft und Forschung um. Von 2000 bis 2003 war sie als Wissenschaftlerin im Auftrag der Österreichischen Historikerkommission („Vollzugspraxis des Opferfürsorgegesetzes“) tätig und von 2003 bis 2004 im Auftrag der Gemeinde Wien an einem Forschungsprojekt beteiligt, das sich der Dokumentation der Liegenschaften und Überbauten im Eigentum Wiens (1938–2001) widmete. 2008 arbeitete sie mit Andrea Brem am Buchprojekt Am Anfang war ich sehr verliebt. Frauen erzählen von Liebe, Gewalt und Neubeginn im Frauenhaus.
Ab 1987 war Karin Berger als Universitätslektorin an unterschiedlichen österreichischen Universitäten (Wien, Graz, Innsbruck, Salzburg) tätig, wo sie vor allem zu den Themen Frauenpolitik, Frauen im NS-System, Oral-History als Forschungsmethode und zum Bild der Roma und Sinti im Film lehrte. Von 2009 bis 2011 war Berger Universitätsassistentin für Visuelle Zeit- und Kulturgeschichte mit dem Schwerpunkt Formen des Dokumentarfilms und Zeitgeschichte an der Universität Wien. Ab 2010 hielt sie jährlich Lehrveranstaltungen im Rahmen des Universitätslehrgangs „Muslime in Europa“ am Postgraduate Center Wien und von 2012 bis 2013 war sie Gastprofessorin an der Abteilung Zeitbasierte Medien der Kunstuniversität Linz. Neben der Hochschullehre hält Berger auch regelmäßig Workshops zu Fragen des Dokumentarfilms, u. a. bei der School of Documentary Studio West in Salzburg, und ist bei Diskussionsveranstaltungen zu ihren Filmen im In- und Ausland aktiv.

### Künstlerische Arbeiten
Karin Bergers künstlerisches Schaffen ist eng mit ihrer wissenschaftlichen Tätigkeit verbunden sowie auch ihr filmisches Schaffen oft mit der Publikation von Büchern zum gleichen Thema einhergeht. Neben ihrem ersten abendfüllenden Dokumentarfilm Küchengespräche mit Rebellinnen (1984), der heute als „Klassiker des österreichischen Kinos“ gilt, arbeitete sie auch an kürzeren Filmen wie Tränen statt Gewehre (1984) und Das Wunder von Hoheneich (1991) sowie an sehr kurzen Filmen wie O! Fortuna! (1995–2017) und Allegro Moderato (2003). 1988 begann ihre langjährige Zusammenarbeit mit Ceija Stojka, deren autobiographische Aufzeichnungen sie herausgab und an deren Kinodokumentarfilm sie von 1997 bis 1999 arbeitete. Es folgten von 2004 bis 2007 Regiearbeiten für die Dokumentarfilme Unter den Brettern hellgrünes Gras und Herzausreisser – Neues vom Wienerlied. In Unter den Brettern hellgrünes Gras (2005) erzählt Ceija Stojka „von ihrem Überleben als 11jähriges Mädchen im KZ Bergen-Belsen, von ihrer Befreiung durch die britische Armee und ihrem Leben mit dieser Erinnerung“. Der Film wurde in zahlreiche internationale Ausstellungen von Stojkas Bildnerischem Werk aufgenommen, u. a. in Friche la Belle de Mai Marseille (2018), La Maison Rouge Paris (2018), Museum Het Valkhof Nijmegen (2018/19), MUNTREFF Buenos Aires (2019), Museo Reina Sofía Madrid (2019/20) und Konsthall Malmö (2021). In ihrem Dokumentarfilm Herzausreisser (2008) thematisiert Berger neue Bezüge zu traditioneller Musik und der Wiener Mentalität.
Karin Berger entwickelte mehrmals Video-Installationen für Ausstellungen in Museen, u. a. für „Hieronymus Löschenkohl – Sensationen aus dem Alten Wien“ im Wien Museum (2009), für „Geteilte Geschichte“ im Wien Museum (2017) und für „Respublicaner*innen“ im Haus der Geschichte Österreich (2018/19).
Sie kuratierte 2009 die Filmreihe „Die Kunst der Erinnerung“ für okto.tv und 2010, gemeinsam mit Marietta Kesting und Klaudija Sabo, die Dokumentarfilmreihe „Kunst – Film – Dokument“ für das Filmarchiv Austria. Im selben Jahr hatte Berger eine Personale bei den FrauenFilmTagen in Wien. 2012 schrieb sie das Drehbuch für die Sendereihe „oktologisch“ für okto.tv, bei der sie auch Regie führte. 2014 folgte die Entwicklung des essayistischen Filmprojekts „Cutting the Surface“. Die von Isabella Reicher kuratierten Gespräche mit Karin Berger zu Ausschnitten ihrer Filme wurden 2016 unter dem Titel Mit offenem Blick (DVD) in die Reihe Position-N der Medienwerkstatt Wien aufgenommen. 2017 konnte Berger den 1991 begonnenen Film O! Fortuna! – Work in Progress I–VI abschließen, in dem sie „ihr Leben als Alleinerzieherin mit Kind von der Geburt der Tochter 1991 bis zu deren Auszug aus der gemeinsamen Wohnung in Form von sechs Alltagsminiaturen“ dokumentierte. Berger war zuletzt dramaturgische Beraterin der Dokumentarfilme Inland (Regie: Ulli Gladik, 2019) und Widerstandsmomente (Regie: Jo Schmeiser, 2019).

## Auszeichnungen
- 1985 Preis des sowjetischen Frauenverbandes für Küchengespräche mit Rebellinnen
- 1989 Förderungspreis der Stadt Wien für Geistes- und Sozialwissenschaft
- 1991 Förderungspreis des Theodor-Körner-Fonds zur Förderung von Wissenschaft und Kunst
- 1993 Käthe Leichter-Preis für die Frauengeschichte der Arbeiterinnen- und Arbeiterbewegung
- 2005 Anerkennungspreis des Landes Niederösterreich für besondere Leistungen auf dem Gebiet der Medienkunst (Sparte Dokumentarfilm) & lobende Erwähnung von Unter den Brettern hellgrünes Gras bei der Diagonale
- 2006 Fernsehpreis der Erwachsenenbildung für Unter den Brettern hellgrünes Gras
- 2009 Publikumspreis für Dokumentarfilm für den Film Herzausreisser – Neues vom Wienerlied beim Internationalen Filmfest Würzburg[2][5]
- 2023 Diagonale-Preis für den besten Kurzdokumentarfilm für WANKOSTÄTTN – Ein Überlebender erzählt
- 2024 Österreichischer Kunstpreis für Film[8]

## Mitgliedschaften und Funktionen
- 2011–2013 Mitglied im Vorstand der VDFS-Verwertungsgesellschaft der Österreichischen Filmschaffenden
- 2011–2014 Mitglied im Vorstand von dok.at Interessensgemeinschaft Österreichischer Dokumentarfilm
- 2011–2014 Beirätin im Filmbeirat des BMUKK
- 2019 Gründungsmitglied des Ceija Stojka International Fund in Paris[2]

## Filmografie
- Tränen statt Gewehre, Dokumentarfilm, 1983 (Regie)
- Küchengespräche mit Rebellinnen, Dokumentarfilm, 1984 (Regie)
- Kein Ort für Slowenen, Dokumentarfilm, 1990 (Regie)
- Rückkehr unerwünscht, Dokumentarfilm, 1990 (Regie)
- So richtig vogelfrei, Dokumentarfilm, 1990 (Regie)
- Das Wunder von Hoheneich – Eine Wiederbegegnung, Dokumentarfilm, 1991 (Regie)
- O! Fortuna! I–VI – Work in Progress, Miniaturen 1995–2017 (Drehbuch, Regie)
- Ceija Stojka, Dokumentarfilm, 1999 (Regie)
- Unter den Brettern hellgrünes Gras, Dokumentarfilm, 2005 (Drehbuch, Regie)
- Herzausreisser – Neues vom Wienerlied, Dokumentarfilm, 2008 (Drehbuch, Regie)[9][5]

## Publikationen

### Als Autorin
- Arbeitsgruppe Frauenmaul: Ich hab' Dir keinen Rosengarten versprochen ...: Das Bild der Frau in vier österreichischen Tageszeitungen; eine Dokumentation. Frischfleisch & Löwenmaul, Wien 1979.
- Zwischen Eintopf und Fließband: Frauenarbeit und Frauenbild im Faschismus. Österreich 1938–1945. Verlag für Gesellschaftskritik, Wien 1984, ISBN 3-900351-36-8.
- Vollzugspraxis des „Opferfürsorgegesetzes“: Analyse der praktischen Vollziehung des einschlägigen Sozialrechts. Oldenbourg, Wien 2004, ISBN 3-7029-0510-3.
- mit Andrea Brem: Am Anfang war ich sehr verliebt. Frauen erzählen von Liebe, Gewalt und einem Neubeginn im Frauenhaus. Mandelbaum, Wien 2008, ISBN 978-3-85476-270-6.

### Als Herausgeberin
- Ceija Stojka: Träume ich, dass ich lebe? Befreit aus Bergen-Belsen. Picus, Wien 2005, ISBN 3-85452-492-7.
- Ceija Stojka: Reisende auf dieser Welt. Aus dem Leben einer Rom-Zigeunerin. Picus, Wien 1992, ISBN 3-85452-237-1.
- Ceija Stoijka: Wir leben im Verborgenen. Erinnerungen einer Rom-Zigeunerin. Picus, Wien 1988, ISBN 3-85452-206-1.
  - Neuauflage: Wir leben im Verborgenen. Aufzeichnungen einer Romni zwischen den Welten. Picus, Wien 2013, ISBN 978-3-85452-691-9.
- mit Elisabeth Holzinger, Lotte Podgornik und Lisbeth N. Trallori (Hrsg.): Ich geb Dir einen Mantel, dass Du ihn noch in Freiheit tragen kannst. Widerstehen im KZ. Österreichische Frauen erzählen. Promedia, Wien 1987, ISBN 3-900478-20-1.
- mit Elisabeth Holzinger, Lotte Podgornik und Lisbeth N. Trallori (Hrsg.): Der Himmel ist blau. Kann sein. Frauen im Widerstand. Österreich, 1938–1945. Promedia, Wien 1985, ISBN 3-900478-05-8.